# 찰스 도슨
찰스 도슨(영어: Charles Dawson, 1864년 7월 11일~1916년 8월 10일)은 1912년에 발표한 필트다운인(Eoanthropus dawsoni)을 포함하여, 그 후에 사기로 밝혀진 다수의 고고학 및 고생물학 발견을 주장한 영국의 아마추어 고고학자이다.
세 아들 중의 장남으로 태어난 도슨은 랭커셔주 프레스턴에서 서식스 헤이스팅스로 가족과 함께 이주하였다. 처음에는 아버지를 따라 변호사로 일하면서 화석을 수집하고 연구하는 취미를 추구했다.
그는 중요한 것으로 보이는 여러 건의 화석을 발견하였다. 여기에는 종전에 알려지지 않은 포유류 종의 치아 화석으로 후에 그를 기념하여 '플라기아우락스 도소니( Plagiaulax dawsoni)'로 명명된 화석, '이구아노돈 도소니(Iguanodon dawsoni )'로 명명된 하나의 종을 포함하는 3 종의 새로운 공룡 화석; 그리고 '살라기넬라 도소니(Salaginella dawsoni )'로 명명된 새로운 형태의 식물 화석이 포함되어 있다. 대영박물관에서는 그에게 명예 수집가 (Honorary Collector)라는 칭호를 부여했다. 이러한 중요한 발견에 의하여 그는 지질 학회 (Geological Society)의 펠로로 선출되었고, 몇년 뒤인 1895년에는 다른 화석을 발견하여 런던의 골동품 학회 (Antiquaries of Society)에 선출되었다. 도슨은 1916년 서섹스주 루이스에서 패혈증으로 조기에 사망했다.

## 그가 주장한 발견물

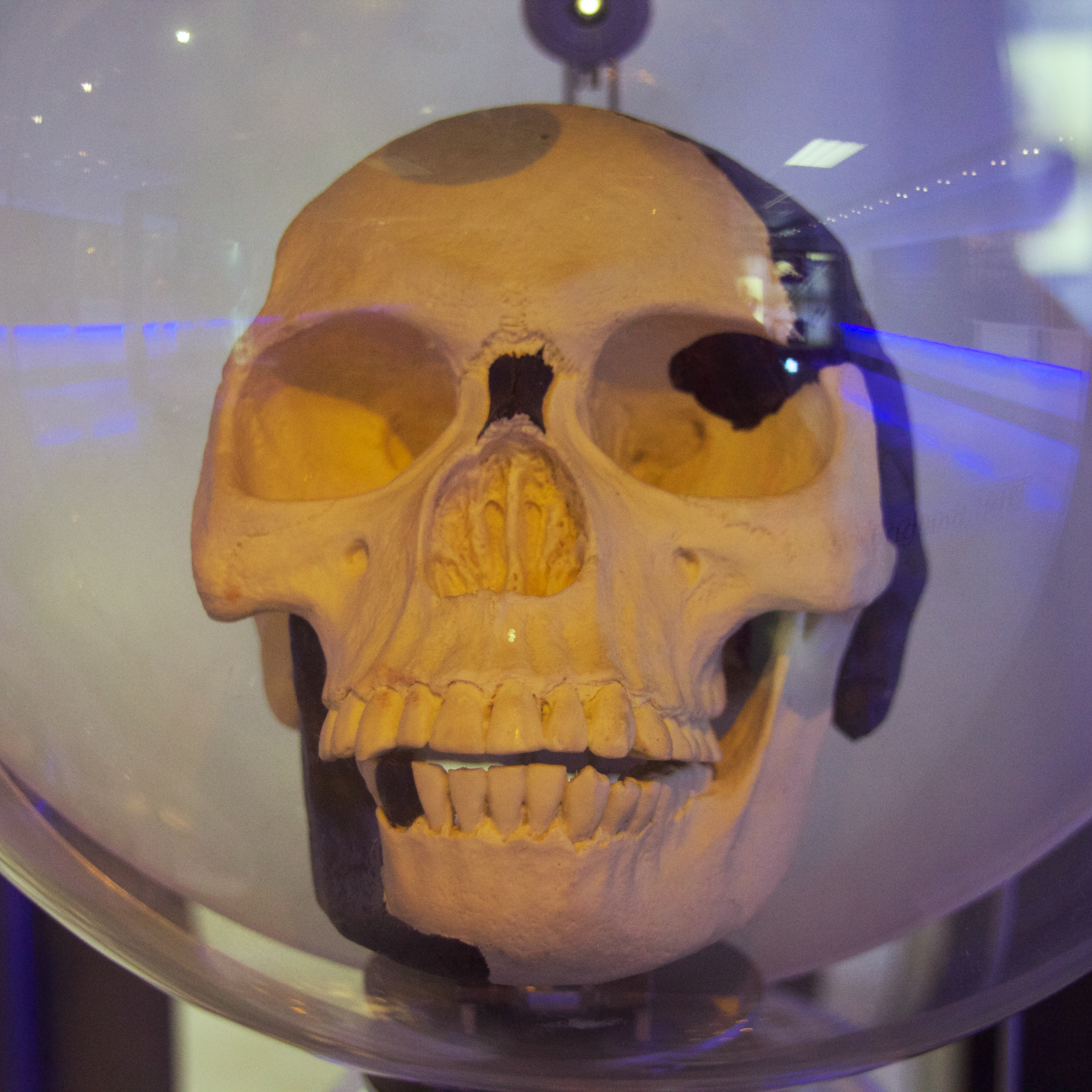
필트다운 맨 두개골의 복제품.

1889년, 도슨은 영국에 최초로 설립 된 자발적인 박물관 동호회 중의 하나인 헤이스팅즈 앤드 세인트 레너즈 뮤지엄 협회(Hastings and St Leonards Museum Association)를 공동 설립하였다. 도슨은 유물 및 문서의 수집을 담당하는 박물관위원회 위원으로 자발적으로 일했다. 그러면서 고고학에 대한 그의 관심이 커졌고 멋진 발견을 할 수 있는 기이한 비법을 가지게 되었다. 서섹스 데일리 뉴스지(Sussex Daily News) 에서는 이러한 성공으로 그를 "서섹스의 마법사 (Wizard of Sussex)"라고 불렀다.
1893년 도슨은 치체스터 근처의 라반트(Lavant) 지역에서 선사 시대, 로마 및 중세 공예품으로 가득 찬 기이한 부싯돌 광산을 조사하고 헤이스팅스 성(Hastings Castle) 아래에 있는 두 개의 터널 내부를 조사했다. 같은 해, 그는 뷰포트 파크에서 로마 시기에 유일하게 주조법으로 제작된 로마 조각상을 발견하여 대영 박물관에 제출했다. 이상한 형태의 신석기시대의 석조 도끼와 보존 상태가 양호한 고대 목재 보트등을 포함한 다른 발견이 이어졌다.

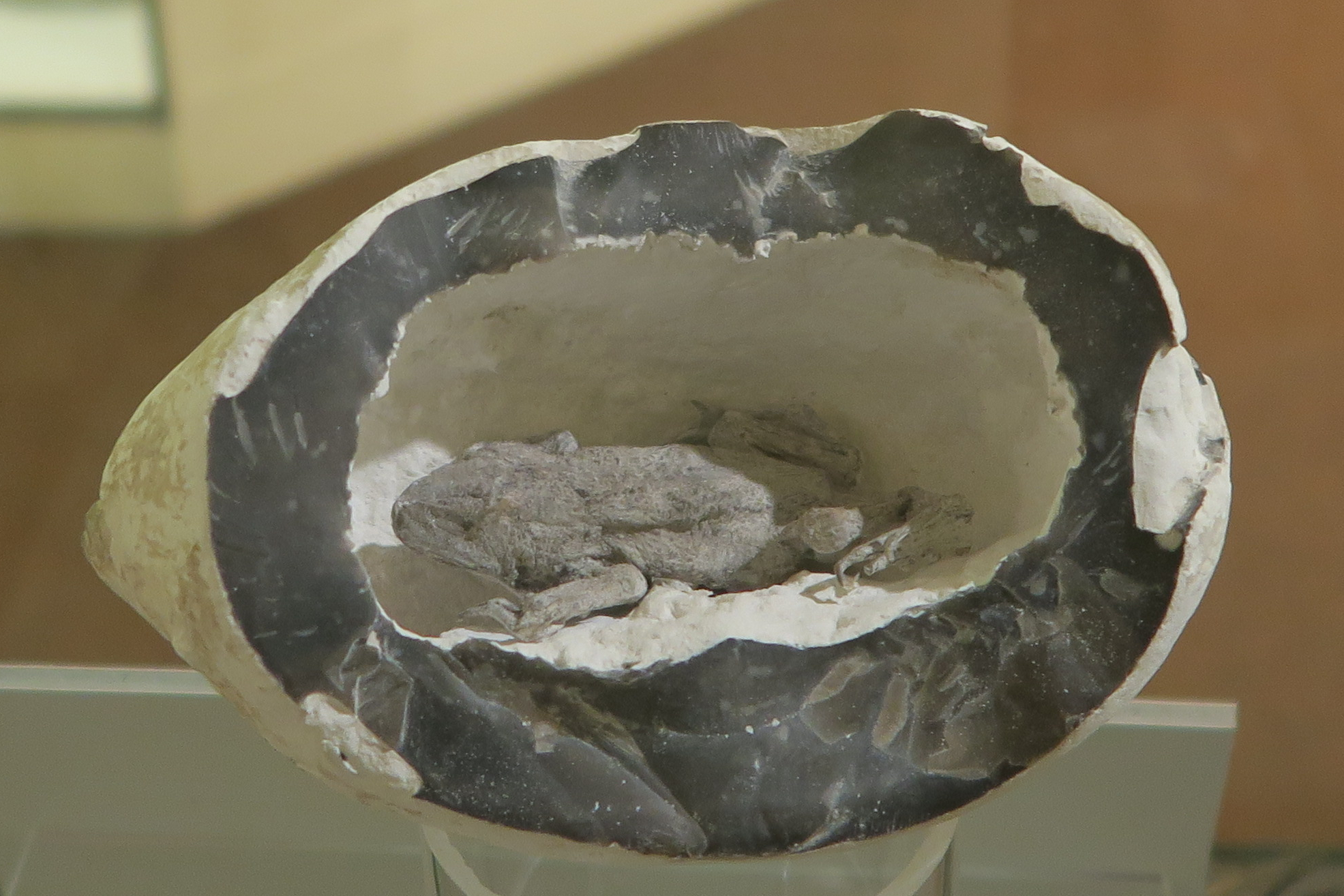
도슨이 루이스(Lewes) 채석장에서 노동자들에 의해 발견되었다고 주장한 구멍속의 두꺼비

그는 고대 채석장을 연구하고 바이외 태피스트리(Bayeux Tapestry)를 다시 분석했으며, 1909년에는 헤이스팅스 성의 최종 연구 결과를 제작했다. 또한 서섹스에 있는 피벤시 성(Pevensey Castle)에서 영국의 로마 점령의 최종 단계에 대한 위조된 증거를 발견했다. 자연 세계의 특이한 요소를 조사한 도슨은 부싯돌 결절 내부의 석화된 두꺼비를 제시하고 영국 서부의 바다 독사에 대해 보도 된 이스트 에섹스의 히스필드(Heathfield)에서 천연 가스를 대량으로 발견하고 새로운 종의 인류를 발견하고, 금붕어와 잉어의 기이한 잡종도 발견했다. 그는 런던에서의 체펠린 비행선의 공격에 대한 억지력으로 인광성 탄환을 실험하고 있다고 보도되었다.
그의 많은 발견으로 도슨은 1895년 런던의 골동품 학회의 펠로로 선출되었다. 31세의 나이에 대학 학위를 받지 못한 그는 벌써 찰스 도슨, FGS, FSA가 되었다. 가장 유명한 것은 1912년에 인간과 다른 유인원 사이의 "누락 된 연결고리"로 주장된 필트다운 인 및 기타 인간과의 유인원 발견이었다.
찰스 도슨은 필트다운 인의 "발견"과 관련된 다른 많은 사람들과는 달리 기사 작위를 받지 못했고, 왕립 학회에도 선출 된 적이 없었다. 1916년 그의 죽음 이후 필트다운에서는 더 이상 발견된 것이 없다.
필트다운의 발견에 관한 의문은 아서 케이스(Arthur Keith)에 의해 처음부터 제기되었고, 미국과 유럽의 고생물학자와 해부학자들에 의해서도 제기되었는데, 필트다운 화석에 대한 옹호는 런던 자연사 박물관 (Natural History Museum)의 아서 스미스 우드워드(Arthur Smith Woodward)에 의하여 주도되었다. 이 논쟁은 때로는 무의미했으며, 그 발견에 대해 논쟁을 하고자 하는 사람들은 인격적으로 모욕을 당하기도 하였다. 필트다운 인에 대한 도전은 1920년대에 다시 일어 났지만 다시 부정되었다.

### 사후 분석
1949년, 필트다운 인과 그 진위성에 관해 더욱 많은 의문이 제기되어, 그 결과 필트다운 인은 1953년, 사기로 결론이 났다. 그 이후 도슨이 발견했다고 주장하는 다수의 다른 발견들도 위조되거나 미리 배치해 두었던 것으로 나타났다.
2003년 본머스 대학 의 밀스 러셀(Miles Russell)은 도슨의 골동품 수집에 대한 조사 결과를 발표하여 적어도 38개의 표본이 명확하게 가짜인 것으로 결론지었다. 러셀은 도슨의 학술 경력 전체가 "속임수, 손재주, 사기에 기반한 것으로 궁극적인 이득은 국제적인 인정"으로 보인다고 지적하였다.
2016년, 영국의 연구팀은 DNA 연구를 통해 필트다운 인(Piltdown Man)의 출처에 대한 추가 증거를 제공했다. 그들은 사기행위가 도슨의 독자적인 행동이었을 가능성이 높고, 범인으로 의심되는 집단에 속한 자들 중에서 허풍을 부리지 않기에 충분한 과학 지식을 가진 유일한 사람으로 결론지었다.

## 참고 문헌
- De Groote, Isabelle;  외. (2016). “New genetic and morphological evidence suggests a single hoaxer created 'Piltdown man'”. 《Royal Society Open Science》 3 (8): 160328. doi:10.1098/rsos.160328. PMC 5108962. PMID 27853612.
- Russell, Miles (2004). 《Piltdown Man: The Secret Life of Charles Dawson (Revealing History)》. Tempus. ISBN 978-0752425726.
- Russell, Miles (2013). 《The Piltdown Man Hoax: Case Closed》. The History Press. ISBN 978-0752487748.
- Shreeve, James (1995). 《Neanderthal Enigma》. William Morrow & Co.
- Spencer, Frank (2004). "Dawson, Charles (1864–1916)". Oxford Dictionary of National Biography. Oxford University Press.
- Walsh, Evangelist John (1996). 《Unraveling Piltdown: The Science Fraud of the Century and Its Solution》. Random House USA Inc. ISBN 978-0679444442.

## 추가 자료
- Kendall, Martha (1970–80). “Dawson, Charles”. Dictionary of Scientific Biography 3. New York: Charles Scribner's Sons. 606–607쪽. ISBN 978-0-684-10114-9.  Kendall, Martha (1970–80). “Dawson, Charles”. Dictionary of Scientific Biography 3. New York: Charles Scribner's Sons. 606–607쪽. ISBN 978-0-684-10114-9.  Kendall, Martha (1970–80). “Dawson, Charles”. Dictionary of Scientific Biography 3. New York: Charles Scribner's Sons. 606–607쪽. ISBN 978-0-684-10114-9.